# Enthéogène

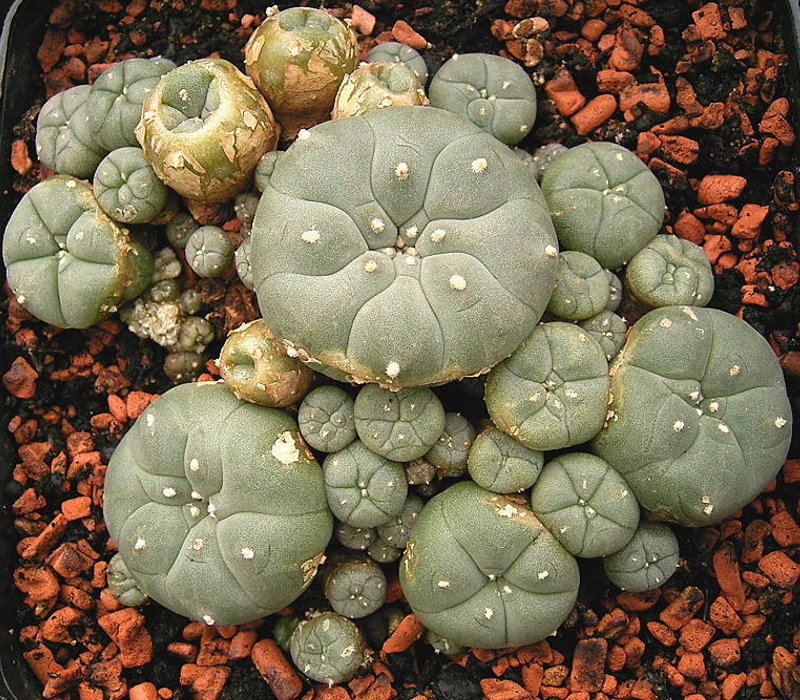
Le peyotl est utilisé rituellement depuis des milliers d'années,,.

Chaman amazonien.

Un enthéogène est une substance psychotrope induisant un état modifié de conscience utilisée à des fins religieuses, spirituelles ou chamaniques. Les enthéogènes regroupent un grand nombre de plantes et champignons, ainsi que certains venins d’animaux qui possèdent des propriétés hallucinogènes dont on peut dériver les substances actives. Les enthéogènes sont employés depuis plusieurs milliers d’années et sur tous les continents, on les retrouve dans le chamanisme et lors de pratiques de guérison, de transcendance, de révélation, de méditation, dans des rituels initiatiques divers et aussi dans le psychonautisme. Parfois, les plantes enthéogéniques sont détournées de leur usage traditionnel et sont consommées à des fins artistiques ou simplement afin de connaitre une expérience psychédélique.

## Étymologie
Le terme « enthéogène » est un néologisme créé en 1979 par un groupe d’ethnobotanistes et de professeurs en mythologie (Carl A. P. Ruck, Jeremy Bigwood, Danny Staples, Richard Evans Schultes, Jonathan Ott et Robert Gordon Wasson) pour qualifier les substances traditionnelles qui permettent d'entrer en transe et de connaître des états mystiques ou extatiques.
Le terme « enthéogène » est construit à partir du grec, ἔνθεος (entheos) qui signifie « inspiré, possédé, rempli du divin » et γενέσθαι (genesthai) signifiant « devenir ». Ainsi, un enthéogène est une substance qui est la cause d’une inspiration, d’une sensation ou d’un sentiment à connotation spirituelle ou divine.

## Histoire et ethnologie

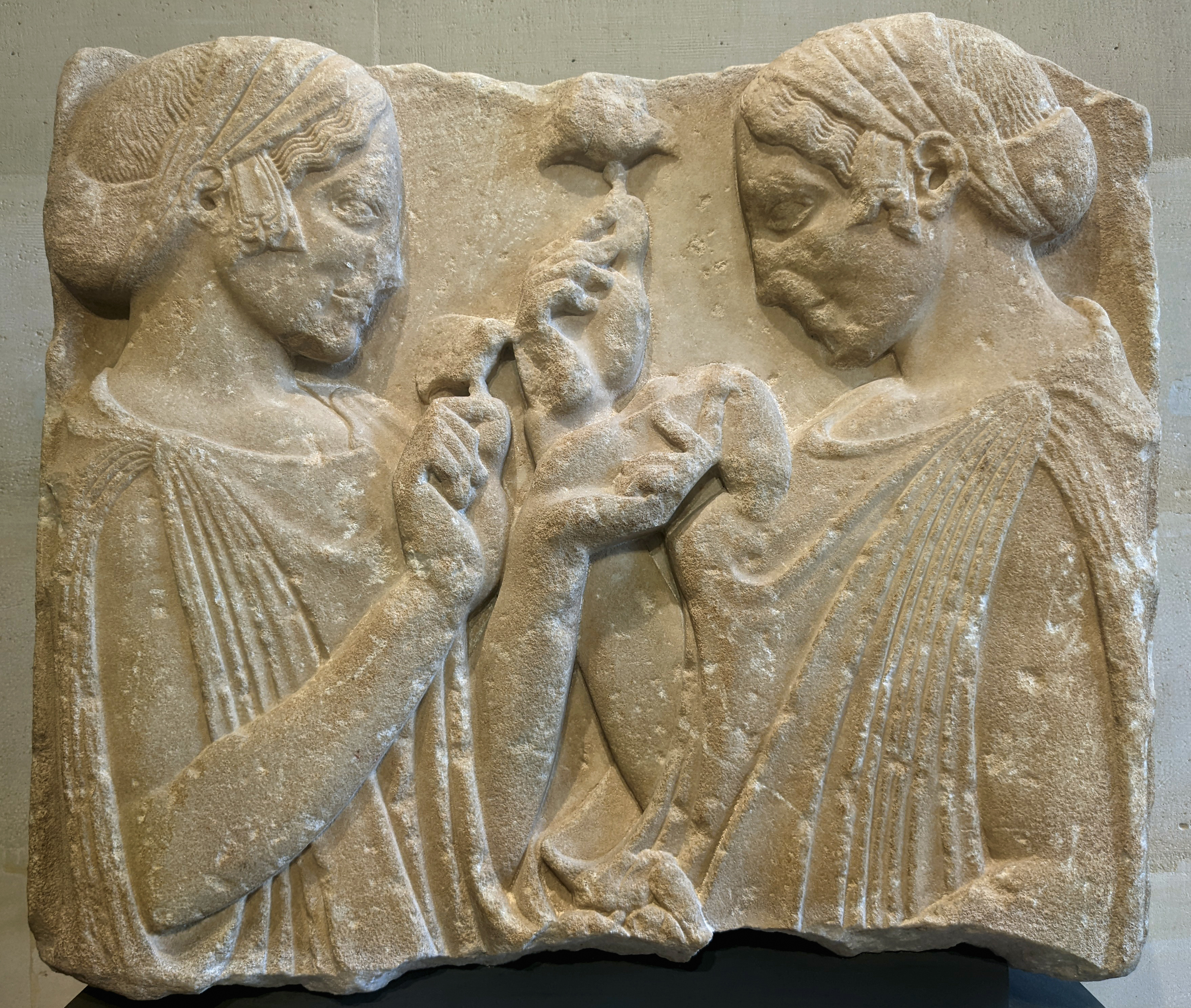
Selon la théorie enthéogène des religions, le bas-relief ' représente Déméter et Perséphone tenant en main des champignons utilisés lors des cérémonies des Mystères d'Éleusis.

Depuis l'aube de l'humanité, les hommes ont utilisé des plantes et substances enthéogènes à des fins spirituelles religieuses et chamaniques : les Égyptiens initiés consommaient rituellement un lotus sacré nommé Nymphaea caerulea qui contient de l'apomorphine et d'autres alcaloïdes hallucinogènes et qui fut l'objet d'un culte rituel dans l'Antiquité. De plus, des chercheurs supposent que le Soma mentionné dans le Vedas était aussi une boisson confectionnée à partir de plantes enthéogènes. Dans le chamanisme des Papous de Nouvelle-Guinée on retrouve l’usage de champignons hallucinogènes du genre psilocybe comme le Psilocybe spp ou encore le Boletus manicus. Dans le chamanisme Sibérien, les chamans emploient les propriétés enthéogènes de l’Amanita muscaria et réutilisent la substance encore active dans leur urine comme le font les rennes qui consomment aussi le champignon. En Afrique, des chamans camerounais et gabonais emploient le Tabernanthe iboga, considéré comme une plante sacrée qui engendre un état de transe visionnaire et qu’on retrouve dans le rituel du bwiti. En Amazonie, l’usage de l'ayahuasca est très répandu, le chaman et le patient absorbent le breuvage et tous deux tombent dans un état de transe pendant lequel le chaman affirme qu'il prend connaissance des causes de la maladie et du moyen d’y remédier par l’utilisation des plantes de la forêt. En étudiant une statue Aztèque représentant le dieu des fleurs et de la danse Xochipilli, des chercheurs ont identifié des ornements représentant de nombreuses plantes enthéogènes comme le psilocybe aztecorum, le tabac nicotiana tabacum ou encore une plante identifiée comme une Turbina corymbosa.
Ces enquêtes ethnologiques ont conduit des auteurs comme Antonio Escohotado (Historia general de las drogas en 1983) et Robert Gordon Wasson (Persephone's Quest: Entheogens and the Origins of Religion en 1986) à proposer une théorie enthéogène des religions : l'ingestion de plantes et champignons hallucinogènes a permis aux hommes d'avoir des visions mystiques depuis la nuit des temps. En période de « sevrage » de ces agents psychotropes, les hommes auraient conservé le souvenir de leurs expériences mystiques. La dialectique religieuse, faite de réinterprétations et réévaluations continuelles de communions avec les dieux et d'expériences hiérophaniques premières, serait entrée dans un processus d'intellectualisation croissant accompagnant des transformations socioéconomiques profondes.

## Liste de plantes et substances enthéogènes

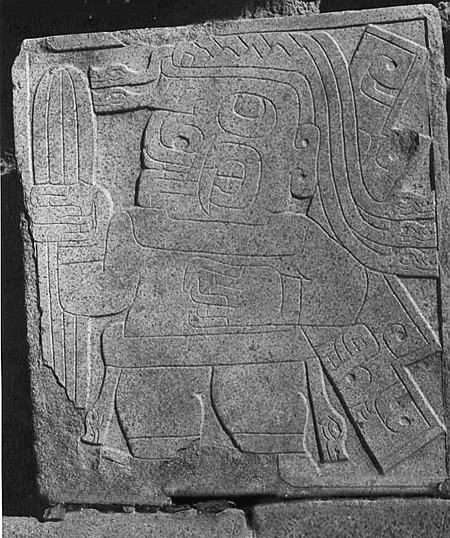
Rocher Chavín représentant un être saisissant un cactus enthéogène du genre Echinopsis pachanoi.

Les enthéogènes sont multiples et variés, et leur classification fait l’objet de nombreux débats concernant leurs effets. Majoritairement hallucinogènes, parfois certains enthéogènes sont toutefois simplement narcotiques. Les effets très variés sont rarement soumis à une taxonomie précise tout comme le terme hallucinogène ne peut rendre compte de la subtilité et de la variabilité des états que procurent ces substances. De plus, la concentration d'un principe actif peut varier d'une plante à une autre et les effets ressentis varient suivant les individus.
- Le cannabis, plante cultivée depuis le Néolithique par diverses populations : Hérodote rapporte que les Scythes en respiraient les vapeurs, cette plante était connue en Chine depuis des millénaires, etc. dont certaines la tiennent pour sacrée en approchant le consommateur du divin : on peut mentionner des pratiques religieuses indiennes autour du bhang par exemple. Le cannabis ingéré possède des propriétés altérées qui en renforcent significativement les aspects psychédéliques.

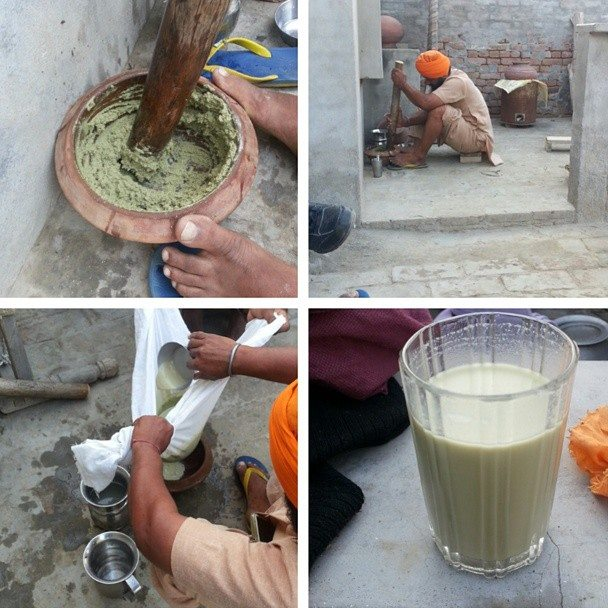
Confection de bhang par un homme sikh au Punjab, en Inde.

- Le peyotl, cactus hallucinogène utilisé depuis plus de trois mille ans à des fins rituelles[5], déjà connu des Aztèques, il est encore employé aujourd’hui dans les cérémonies de la Native American Church[16]. Ce cactus contient diverses substances actives dont la plus connue est la mescaline.
- Echinopsis pachanoi (anciennement nommé Trichocereus pachanoi), connu aussi sous le nom cactus San Pedro, utilisé lui aussi depuis plus de 2000 ans à des fins médicales par les indiens Moches de la cordillère des Andes[17]. Ainsi, il était déjà connu par les Incas et les Chavíns[18].
- Salvia divinorum, utilisée à des fins divinatoires et thérapeutiques par les chamans indiens Mazatèques. Certains botanistes ont supposé qu’il s’agissait du pipiltzintzintli des Aztèques[19].
- La mandragore, Mandragora officinarum, plante toxique utilisée dans la sorcellerie du Moyen Âge et déjà connue par Hippocrate et certains mages de l’antiquité.
- L’Ayahuasca, boisson considérée comme sacrée par les chamans amazoniens, elle se compose de la combinaison de plusieurs plantes dont les deux plantes génériques sont Banisteriopsis caapi et Psychotria viridis. Une des substances actives majeures de l’ayahuasca est la diméthyltryptamine (DMT).
- Les champignons hallucinogènes déjà connus des Aztèques[20] sont utilisés encore aujourd’hui dans les cultures chamaniques de nombreux continents notamment par les chamans sibériens et par les chamans d’Amérique centrale et d’Amérique du Sud. Les champignons enthéogènes les plus connus sont ceux du genre Psilocybe et contiennent de la psilocybine.

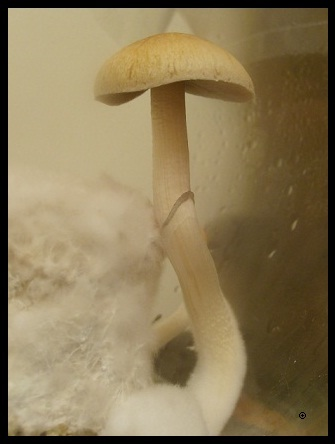
Psilocybe cubensis est considéré comme un enthéogène et de nombreuses cultures traditionnelles l'emploient dans une optique thérapeutique, spirituelle et mystique. À Oaxaca, au Mexique, bien qu'il ne soit pas utilisé par tous les chamans, on le nomme champignon de Saint-Isidore et les chamans Mazatèques le nomment di-shi-tjo-le-rra-ja ce qui signifie littéralement « divin champignon du fumier ».

- La bufoténine, substance enthéogène sécrétée par certains crapauds, et contenue dans les graines d’Anadenanthera peregrina (yopo) et d’Anadenanthera colubrina (cebil).
- Ipomoea tricolor, Argyreia nervosa et Rivea corymbosa contiennent l'amide de l'acide lysergique ou LSA présent dans les graines de certaines plantes. Les Aztèques utilisaient ces graines à des fins rituelles et sacrées[21].
- L'ibogaïne des racines de Tabernanthe iboga qui est employée dans le chamanisme africain pour ses propriétés enthéogènes.

On peut ajouter diverses boissons antiques qui sont supposées avoir été confectionnées à base d’enthéogènes. À ce sujet, on peut citer le Cycéon des mystères d’Eleusis ou encore le Soma des Aryens. Cependant, ces interprétations historiques restent hypothétiques car les recettes de ces boissons cérémonielles n’ont jamais été découvertes dans leur intégralité.
Il existe un très grand nombre de plantes enthéogènes, la liste est très longue et certains ouvrages ont tenté d’en établir la liste ainsi que leurs usages chamaniques traditionnels.

## Potentiel thérapeutique des enthéogènes
En plus de leur usage spirituel traditionnel, les substances enthéogènes intriguent de nombreux scientifiques et font l’objet de recherches en neurologie et en psychiatrie.

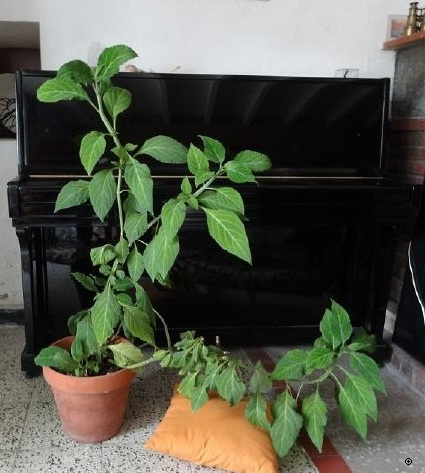
Plant de sauge des devins acclimaté dans un salon en Haute-Savoie

Concernant la psilocybine contenue dans la majorité des champignons hallucinogènes :
- Traitement des TOC (Trouble obsessionnel compulsif) : la psilocybine utilisée de manière contrôlée à faible dose s'est révélée être un excellent traitement pour les patients souffrant de TOC. Une expérience menée sur des individus a démontré une amélioration spectaculaire chez tous les sujets et a pu être quantifiée : grâce à la psilocybine leurs symptômes obsessionnels ont diminué de 25 % sur l'échelle d'obsessions et de compulsions de la « Yale-Brown Obsessive-Compulsive Scale »[24]. Il va de soi que l'usage était cadré et supervisé par des médecins et qu'une auto-médication comporte des dangers.
- Traitement de l'algie vasculaire de la face : la psilocybine contenue dans certains champignons est un traitement efficace pour l'algie vasculaire de la face, céphalée extrême qui résiste à presque tous les traitements actuels[25].
- Traitement de l'anxiété et de la dépression relative à la mort chez les patients cancéreux : le professeur Griffith de l'université de Hopkins a démontré que la psilocybine contenue dans certains champignons hallucinogènes a fait ses preuves lors de tests sur des patients déprimés atteints de cancer en phase terminale[26]. D'après cette étude, l'usage contrôlé de psilocybine induit une diminution de l'anxiété chez le patient, une meilleure acceptation de la peur de la mort ainsi qu'une amélioration de l'humeur, une diminution voire une suppression de la dépression[27],[28].

Concernant la salvinorine contenue dans la sauge des devins :
- Bruce Cohen et ses collègues d'Harvard ont étudié le potentiel de « régulateur d'humeur » lié à la salvinorine A qui pourrait faire l'objet d'étude de traitement chez des personnes touchées par les troubles bipolaires. De plus, en activant les récepteurs opioïdes "kappa", la salvinorine pourrait réduire la dépendance aux stimulants.
- La salvinorine A peut amoindrir les symptômes chez les personnes souffrant de psychoses et troubles dissociatifs[29].
- La sauge des devins pourrait traiter la dépendance à certaines drogues. À ce sujet, Thomas Prisinzano, professeur assistant à l'université de l'Iowa affirme que la salvinorine A permettrait de traiter l'addiction à la cocaïne : en donnant un libre accès à la cocaïne chez le rat, ce dernier interrompt sa consommation lorsqu'on lui donne un libre accès à la salvinorine A en parallèle[30]. Selon d'autres sources, Salvia divinorum pourrait avoir un potentiel en tant que thérapie traitant la dépendance aux opiacés et aux stimulants dangereux tels que les amphétamines[31],[32].

Concernant l’ayahuasca et le diméthyltryptamine qu’elle contient :
- Par exemple, l'usage[33] de l'ayahuasca dans le traitement des toxicomanies, au centre Takiwasi, par le médecin français Jacques Mabit à Tarapoto au Pérou[34], se poursuit depuis 22 ans avec des résultats probants. Un non-lieu lors d'un procès en 2005 et une mise en garde de la Miviludes (2009)[35], n'interrompent pas les investigations. L'étude des  liens entre médecine occidentale et médecine traditionnelle amazonienne trouve dans ce centre thérapeutique un terrain de recherche fécond. Des recherches réalisées par une équipe internationale de chercheurs à Takiwasi (Jacques Mabit) ont également démontré l'efficacité de l'ayahuasca dans le traitement des addictions à l'héroïne et à la cocaïne (Chambon, 2009)[36].

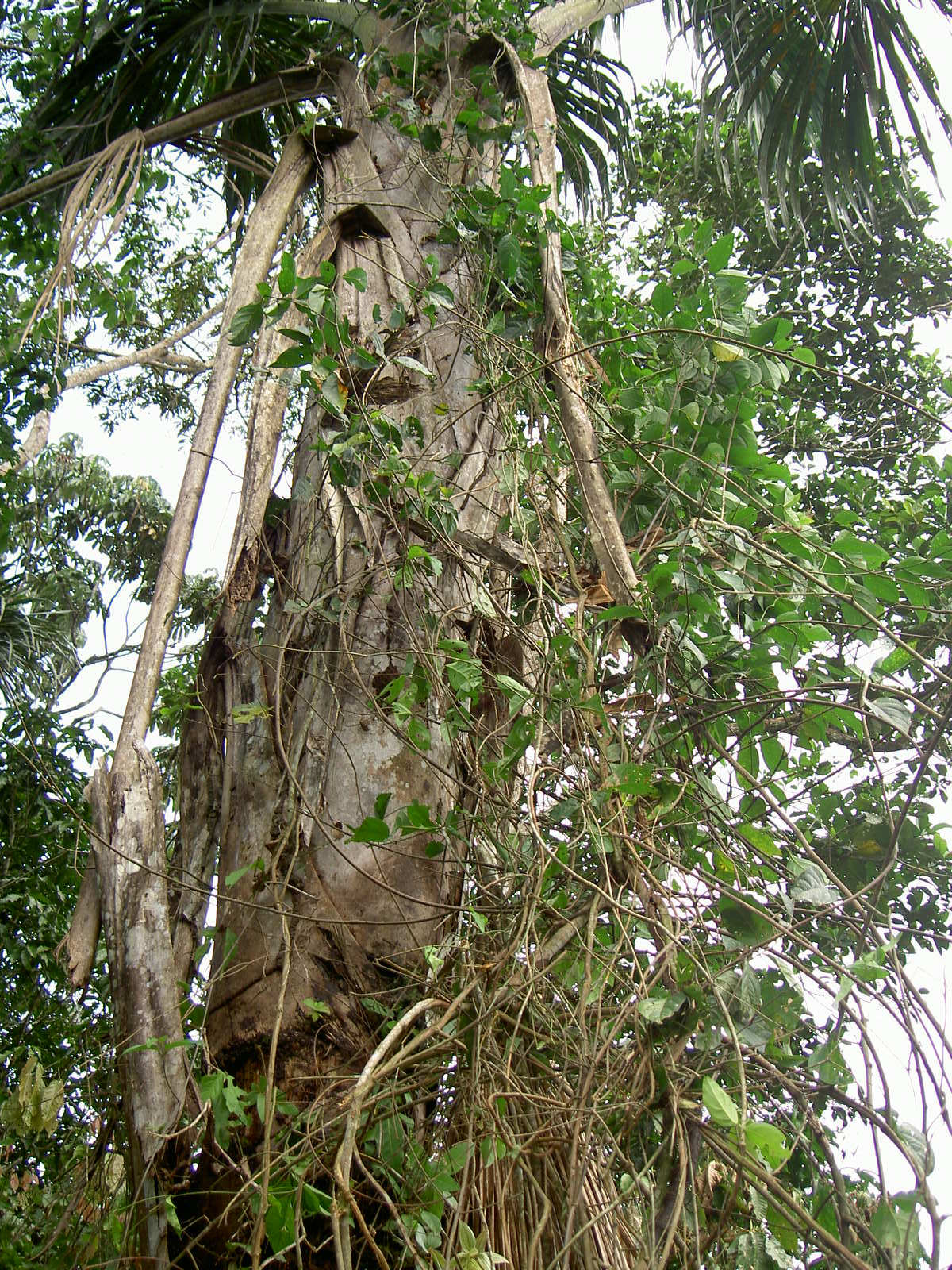
Lianes de Banisteriopsis caapi utilisée dans la préparation de l'ayahuasca, province de Pastaza, Équateur.

Concernant le peyotl et la mescaline qu'il contient :
- La mescaline ne provoque pas de dépendance physique. Aucun cas de décès directement lié à la mescaline n'a jamais été recensé en France. Utilisée dans un contexte traditionnel (chamanique) ou dans le cadre d'un groupe religieux comme l'Église des Indiens Natifs aux États-Unis (NAC), elle possède des propriétés anti-addictives, permettant de lutter contre l'alcoolisation de ces populations[36].

## Danger et risque pour la santé
Dans toutes les cultures et à toutes les époques, l’usage de plantes contenant des substances enthéogènes se fait de manière très encadrée[source insuffisante] généralement sous l’autorité d’un chaman, maître spirituel ou d’un médecin. Ces plantes font souvent l’objet de tabou ou d’interdiction dans les cultures chamaniques. Leur usage nécessite souvent une préparation psychologique qui s’accompagne de diète et rituels précis. Les enthéogènes font l’objet de nombreuses études dans le corps médical et neuroscientifique. Cependant, toute automédication peut se révéler très dangereuse. Les enthéogènes sont variées, certaines sont mortelles ou toxiques, certaines comme la salvia divinorum ne sont quasiment pas toxiques d’autres comme la psilocybine ne causent pas de dépendance, mais peuvent révéler des troubles mentaux chez des sujets prédisposés. À ce sujet, afin de réduire les risques lors des recherches expérimentales, les chercheurs en psychopharmacologie de l'université Johns-Hopkins ont établi un protocole de sécurité concernant l’administration expérimentale des substances enthéogènes.

## Législation
La majorité des plantes enthéogènes sont soumises aux législations concernant les stupéfiants. Toutefois, certaines restent légales ou sont autorisées exclusivement à titre ornemental[réf. souhaitée]. Les législations varient suivant les pays.